# Olivia Bee
Olivia Bolles (nascuda el 5 d'abril de 1994), més coneguda com a Olivia Bee, és una fotògrafa estatunidenca de Portland, Oregon.

## Dades personals
Olivia és filla d'una perruquera i un treballador en Hi-tech. Olivia va créixer a Portland, Oregon. Es va traslladar a Brooklyn, Nova York, quan tenia 18 anys.

## Fotografia
L'interès d'Olivia en la fotografia va començar a l'edat d'11 anys quan va assistir a la seva primera classe de fotografia.El 2013 resumeix els seus primers treballs així: "Com, animals de peluix i una foto de la meva mare a la cuina." Posteriorment, Olivia va començar a fer fotos de manera independent i a pujar-les a la pàgina web d'allotjament d'imatges de Flickr, on l'empresa de calçat Converse va veure el seu treball i li va demanar que fes fotos per a la companyia. El seu primer treball va ser presentat en una campanya publicitària de Converse quan tenia 14 anys. Posteriorment els seus treballs també van ser utilitzats a les seves campanyes per Adidas, Fiat, Hermès, Levi Strauss & Co., Nike i Subaru, i publicats per The New York Times i Le Monde. Olivia va decidir prosseguir amb la fotografia com una carrera de temps complet després d'intentar estudiar sense èxit a la Cooper Union de Nova York.

## Estil de treball
El seu treball està en gran part centrat en la seva vida quotidiana i la dels seus amics; Kurt Soller de la revista New York va descriure el seu treball com a "fotografies de somni, inspirades en els setanta, tal vegada malgastades de joves cada vegada més famosos, que només volen divertir-se, injectades amb rentats de color ombré (sovint rosa)", mentre Kathy Sweeney a The Guardian va assenyalar que "Olivia troba un color oníric, innocent en una suau i disoluta experimentació dels seus amics". Les seves fotografies sovint divergeixen de la regla de terços, col·locant en canvi els temes al centre del marc. El 2011 va citar a Ryan McGinley, Annie Leibovitz i Nan Goldin com a influències, i atribueix la seva inspiració al seu germà petit, i al talent musical i artístic de la seva mare i del seu pare.